# Stadio Romeo Malservisi-Mario Matteini
Lo stadio Romeo Malservisi-Mario Matteini è lo stadio comunale di Gavorrano, situato nella frazione di Bagno di Gavorrano, a circa 45 km dal capoluogo di provincia, Grosseto. Vi gioca le sue partite interne l'Unione Sportiva Follonica Gavorrano che milita nel campionato di Serie D, in passato campo principale dell’Unione Sportiva Dilettantistica Gavorrano.

## Storia
Lo stadio, intitolato all'ex giocatore del Gavorrano Romeo Malservisi, fu inaugurato nel 1967 e ristrutturato e messo a norma nel 2010.
Nel novembre del 2011 lo stadio è stato co-intitolato a Mario Matteini, il presidente del Gavorrano deceduto per un improvviso malore l'8 marzo dello stesso anno. Sotto la sua presidenza la squadra era passata in pochi anni dall'Eccellenza alla Lega Pro. Nel 2017 vista l'inadeguatezza dell'impianto per disputare le partite di Serie C il Gavorrano ha giocato le proprie gare interne allo Stadio Carlo Zecchini di Grosseto, molto più capiente, dopo la retrocessione in Serie D la formazione toscana è tornata a disputare i propri incontri al Malservisi.

## Struttura
L'impianto ha una capienza di circa 2 550 posti.